# نقابة المحامين الأردنيين
نقابة المحامين النظاميين الأردنيين هي هيئة نقابية أردنية، تأسست سنة 1950 على يد السياسي والحقوقي الفلسطيني «عبد اللطيف صلاح» والذي كان أيضًا أول نقيب لها.

## نبذة
ضمت النقابة مركزين في عمان والقدس. تتمتع النقابة بالشخصية الاعتبارية والاستقلال المالي، ويتولى شؤونها مجلس تنتخبه الهيئة العامة وفقاً لأحكام قانون وأنظمة نقابة المحامين.
يتألّف مجلس النقابة من نقيب وعشرة أعضاء، وتكون مدة دورة المجلس ثلاث سنوات. ويمثل النقيب النقابة لدى الجهات القضائية والإدارية وأمام الغير ويرأس الهيئة العامة ومجلس النقابة.
نقابة المحامين الأردنيين عضو في اتحاد المحامين العرب، لذا فهي تعمل بالتعاون مع الاتحاد ونقابات المحامين في الوطن العربي على رفع مستوى مهنة المحاماة تحت شعار الاتحاد «الحق والعروبة».
تهدف نقابة المحامين الأردنيين إلى الدفاع عن مصالح النقابة والمحامين والمحافظة على فعالية المهنة وضمان حرية المحامي في أاء رسالته، وتطوير الفكر القانوني، وتنشيط البحوث القانونية، وتقديم خدمات اقتصادية واجتماعية وثقافية للمنتسبين كالرعاية الصحية وتنظيم رواتب التقاعد، وتدير برامج داخلية لتوطيد الخدمات التعاونية وتنظيم العمل المعني، وغير ذلك.

## نقباء النقابة
يتضمن الجدول التالي قائمة النقباء الذين شغلوا منصب النقيب منذ تأسيس النقابة:
| اسم النقيب               | الدوّرة\الدورات                                                                          | ملاحظات |
| ------------------------ | --------------------------------------------------------------------------------------- | --- |
| عبد اللطيف صلاح          | 1951-1950 1952-1951                                                                     | سياسي أردني من أصل فلسطيني، من مواليد مدينة طولكرم الفلسطينية عام 1882، أسّس نقابة المحامين الأردنيين وكان أول نقيب لها، حيث كانت النقابة تتولى مهمة تنظيم وتطوير مهنة المحاماة في كل من الأراضي الفلسطينية والأردن، آنذاك. كما ساعد في صياغة الأنظمة والقوانين المعمول بها في المملكة الأردنية. |
| شفيق الرشيدات            | 1952- 1953                                                                              | انتخب أول امين عام أردني لاتحاد المحامين العرب عام 1963. اختاره المحامون العرب في عام 1963م أمينًا عاما لاتحاد المحامين العرب وجُـدِّد انتخابه لأربع مرات، وأصبح رئيسا للجنة الدفاع عن المقاومة الفلسطينية في البلاد الأجنبية، وتمَّ اختياره أمينا عاما للجنة الدفاع عن الحريات العامة وسيادة القانون في الوطن العربي، واختير نائبا لرئيس رابطة الحقوقيين الديمقراطيين العالمية عام 1970م ورئيسا للجنة الدفاع عن الفدائيين الفلسطينيين العالمية عام 1970م. |
| يحيى إسماعيل حمودة       |                                                                                         | سياسي فلسطيني، مارس مهنة المحاماة في عمّان حتى عام 1985. |
| فؤاد عبد الهادي          | 1954-1955 1955 – 1956 1956 -1957 1957 – 1958 1958 – 1959 1959 – 1960                    | هو من الأكثر المحامين الذين تولّوا منصب النقيب لستة دورات متتالية. |
| جبرا الأنقر              |                                                                                         | كان من رؤساء وقادة فصائل الثورة الفلسطينية الكبرى من عام 1936 -1939 تولى منصب نائب النقيب في الدورة 1952-1953، 1953-1954، 1955-1956، 1957-1958، 1958-1959، 1959-1960 |
| وليد صلاح                | 1962-1963 1963-1964 1964-1965                                                           | كان وزيرًا للخارجية الأردنية. |
| نجيب الرشيدات            | 1965-1966، 1966-1967                                                                    | عُيّن بوظيفة قاضي صلح في عمان عام 1947، ثم أصبح مدعياً عاماً، وعضو بداية عمان ورئيس بداية السلط ورئيس محكمة بداية عمان وعضو محكمة استئناف القدس وقاضيا للتشريع ثم ليشغل في عام 1962 وظيفة مفتش محاكم. |
| سليمان الحديدي           | 1967-1969 1969-1970 1973-1975 1975-1977 1981-1983 1983-1985                             | شارك بفعالية في إعداد الميثاق الوطني الأردني. |
| حمدي عبد المجيد          | 1970-1971 1971-1972 1972-1973                                                           | |
| إبراهيم بكر إبراهيم      | 1977-1978,1978-1979، 1979-1981                                                          | كان من ضمن الذين أسهموا في صياغة الميثاق الوطني الأردني الذي شكل الملك الحسين لجنة لإعداده في عام 1989 برئاسة العين أحمد عبيدات. |
| حسين مجلي                | 85-87,1987-1989،1997-1999,2003-2005                                                     | شغل من منصب وزير العدل الأردني. |
| وليد عبد الهادي          | 89-1991، 91 - 1993                                                                      | |
| كمال ناصر                | 1993- 1995، 1995-1996                                                                   | كان أميناً عاماً مساعداً لاتحاد المحامين العرب، وعضو اللجنة الملكية لمكافحة الفساد |
| صالح عبد الكريم العرموطي | 08/03/2001-12/03/1999 13/03/2003-09/03/2001 13/03/2007-14/03/2005 13/03/2009-14/03/2007 | |
| أحمد طبيشات              | 20/05/2011-14/03/2009                                                                   | |
| سمير مصطفى خرفان         | 17/05/2015-17/05/2013 17/05/2015-17-05-2017                                             | |
| مازن رشيدات              | 21/5/2011 - 17/5/2013 19/5/2017 - 19/5/2019                                             | |

## وصلات خارجية
- الموقع الرسمي لنقابة المحامين الأردنية